# Crni tinamu
Crni tinamu (lat. Tinamus osgoodi) je vrsta ptice iz roda Tinamus iz porodice tinamuovki. Ova ugrožena vrsta jedan je od najvećih ptica iz reda tinamuovki. 
Živi u podnožju vlažnih planinskih šuma koje se nalaze u Andama u Južnoj Americi. 

## Podvrste
Crni tinamu ima dvije podvrste:
- T. osgoodi hershkovitzi: skoro je potpuno ograničena na kolumbijske Ande, gdje se nalazi na nadmorskim visinama između 1.400 i 2.100 metara. Poznata je iz zapadne padine istočnih Anda u kolumbijskom departmani Huila, i gradu San José de la Fragua na istočnoj padini istočnih Anda u departmanu Caquetá.
- T. osgoodi osgoodi: nalazi se na istočnoj padini Peruanskih Anda u regijama Cusco, Puno, Madre de Dios i Huánuco. Živi na nadmorskim visinama od 900 do 1400 metara, ponekad i do 2100 metara.

## Opis
Dosta je velik. Perje mu je crne boje. Skoro svi dijelovi tijela su crne boje, osim čađavo-smeđeg trbuha. Dug je 40-46 centimetara, a ženke su malo veće od mužjaka. Ima žalostan glas, s treperavim i silaznim zviždanjem, koje traje oko jednu sekundu. 
Gotovo ništa se ne zna o ponašanju crnog tinamua, ali pretpostavlja se da je slično kao kod njegovih srodnika. Blizu jedne jedinke nađeni su orašasti plodovi. Gnijezdo sadrži dva sjajna plava jaja. U Peruu je zabilježeno gniježdenje između ožujka i studenog, a mladi ptić je pronađen u veljači